# Alternacja (socjologia)
Alternacja – proces, w którym subiektywna rzeczywistość człowieka ulega prawie całkowitej zmianie pod wpływem silnej identyfikacji ze znaczącymi innymi dokonującymi resocjalizacji.
Aby alternacja była skuteczna, jednostka musi być, przynajmniej w początkowej fazie procesu, odizolowana od dotychczasowego świata fizycznie, bądź poprzez jego przedefiniowanie. Wcześniejsi znaczący inni, podobnie jak „stara rzeczywistość”, muszą być poddani reinterpretacji, w tym także wspomnienia jednostki muszą podlegać nowym schematom interpretacyjnym. Tym samym, nowa rzeczywistość staje się uprawomocniona, a stara ulega nihilacji.